# Kyle Massey
Kyle Orlando Massey (Atlanta, Georgia; 28 de agosto de 1991) es un actor y cantante estadounidense. Participó en la popular serie That's So Raven donde interpretó a Cory, el hermano menor obstinado de Raven Baxter (Raven-Symoné). 
Kyle es el hermano menor de Christopher Massey, que interpretó a Michael en la serie de Nickelodeon Zoey 101. Ha aparecido junto a su hermano en un episodio de That's So Raven llamado "El Descuento de los 5 Dedos". Massey es también el protagonista de la película original de Disney Channel Life Is Ruff estrenada en el año 2005. La canción "Vamos, perro" fue incluida en Life Is Ruff y también en la banda sonora Disney de la película de Disney The Shaggy Dog. Él también protagonizó un video para la serie de Jetix Yin Yang Yo, que se estrenó en septiembre del 2006. Es protagonista de la serie de Disney Channel Cory en la Casa Blanca, estrenada el 12 de enero de 2007.
Otros papeles importantes de Massey en Disney Channel han incluido un papel de voz en la serie animada de Disney Jake Long: El Dragón Occidental (American Dragon: Jake Long). También compitió en los primeros Disney Channel Games en el equipo verde, junto con los actores de Disney Channel Ashley Tisdale, Lucas Grabeel, Miley Cyrus, Emily Osment y Mitchel Musso, y fue el jugador más valioso en el juego piedra, papel o tijera. 
Apareció de nuevo en Los Disney Channel Games 2007 y era el capitán del equipo amarillo. Massey ha aparecido en varios vídeos para películas de Disney, entre ellas Underdog. En una entrevista con Disney indicó que no está listo para lanzar un álbum, puesto que no canta bien y no cree que sea un rapero exitoso.

## Filmografía
| Año         | Título                                   | Personaje                         | Notas                                      |
| ----------- | ---------------------------------------- | --------------------------------- | ------------------------------------------ |
| 1999        | Selma, Lord, Selma                       | Él mismo                          | película de TV                             |
| 2001        | The Parkers                              | Kevin                             | estrella invitada 1 episodio, serie de TV  |
| 2002        | Entrar a Clases                          | Niño                              | personaje secundario                       |
| 2002        | Becker                                   | Chico                             | papel secundario 1 Episodio, serie de TV   |
| 2003        | The Practice                             | Derrick Hayes                     | Estrella invitada 1 Episodio, serie de TV  |
| 2003—2007   | That's So Raven                          | Cory Baxter                       | Coprotagonista, serie de TV Disney Channel |
| 2005        | Life Is Ruff                             | Calvin Wheel                      | personaje principal, película              |
| 2006—2007   | Jake Long: El Dragón Occidental          | Voz de Cazador #88                | serie de TV Disney Channel                 |
| 2007—2008   | Cory en la Casa Blanca                   | Cory Baxter                       | Protagonista, Serie de TV Disney Channel   |
| 2008        | Disney Channel Games                     | Él mismo                          | participante Disney Channel                |
| 2008        | Yin Yang Yo!                             | Chad 3000                         | Papel de voz, serie de TV                  |
| 2009—2010   | The Electric Company                     | PJ Watson / Thumb-Wrestling Coach | estrella invitada 5 episodios,serie de TV  |
| 2010 - 2014 | Fish Hooks                               | Milo                              | Voz, Serie de TV Disney Channel            |
| 2011        | Beethoven's Christmas Adventure          | Henry                             | personaje secundario, película             |
| 2014        | Gotham                                   | Mackey                            | invitado 2 episodios, serie de TV FOX      |
| 2015        | Being Mary Jane                          | Cameron                           | Invitado 2 episodios, serie de TV          |
| 2016–2018   | Mighty Magiswords                        | Mr. Spoony / varios               | Elenco recurrente, serie de TV (voz)       |
| 2017        | Celebrity Family Feud                    | El mismo                          | Concursante, 1 episodio programa de TV     |
| 2018        | The Mind of Jake Paul                    | El mismo                          | Cameo                                      |
| 2018–2020   | Rise of the Teenage Mutant Ninja Turtles | Jeremy                            | elenco principal, serie de TV (voz)        |